# День Сесара Чавеса
День Сесара Чавеса (англ. Cesar Chavez Day of Service and Learning) — официальный американский праздник, который отмечается в Соединённых Штатах Америки ежегодно, 31 марта. Празднования проходят в восьми различных штатах США, в их числе: Аризона, Колорадо, Калифорния, Техас и другие.

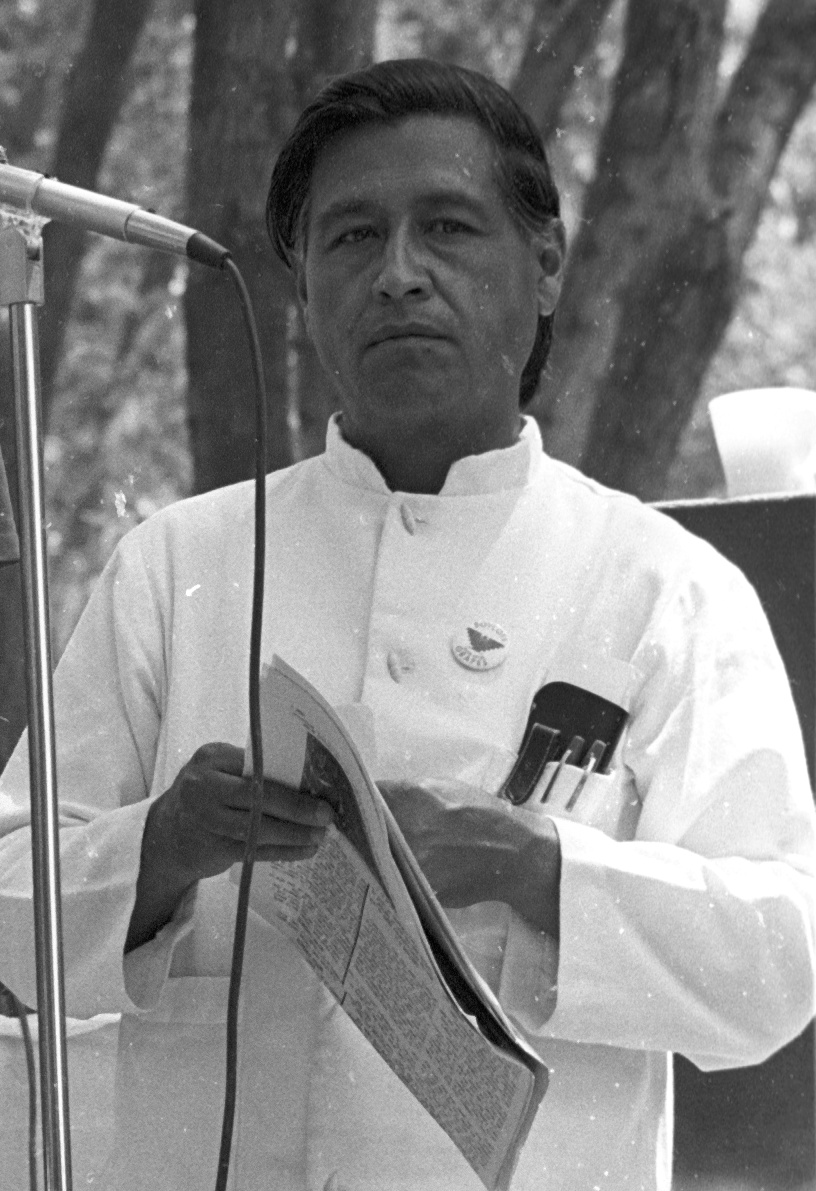
Сесар Чавес

Этот праздник посвящён памяти борца за социальные права трудящихся и мигрантов Сесара Чавеса, американца, выросшего в семье мексиканской национальности, живших в Аризоне еще до присоединения в состав США, который родился 31 марта близ города Юма (Аризона) в 1927 году (умер 23 апреля 1993 года). Этот человек стал американским героем и символом борьбы за социальные и гражданские права мексиканских сельскохозяйственных рабочих-мигрантов. Праздник является первым в истории США в честь американских правозащитников мексиканского происхождения.
Из восьми штатов США, где отмечается этот праздник, в семи «День Сесара Чавеса» не является нерабочим днём, если, в зависимости от года, не попадает на выходной. В Калифорнии в 2000 году законодательные власти одобрили законопроект об установлении 31 марта официального праздника «День Сесара Чавеса» и объявили этот день выходным.